# Heliocheilus atrilinea
Heliocheilus atrilinea là một loài bướm đêm thuộc họ Noctuidae. Nó là loài đặc hữu của Bắc Úc, Queensland và Tây Úc.